# Сделка
Сде́лка — действия дееспособных граждан и юридических лиц, направленные на установление, изменение или прекращение гражданских прав и обязанностей.
В немецкой доктрине, которая и выработала в своё время учение о сделке, сделка определяется как способ достичь правовых последствий посредством выражения частной воли в пределах, дозволенных правопорядком. Такое понимание сделки изложено в Мотивах ГГУ. Это понятие выражает компромисс между теорией частной воли и теорией закона. Первая из этих теорий говорит о том, что воля и волеизъявление определяют сделку, без них сделка невозможна. Вторая теория возражает, что воля и волеизъявление не имеют значения до тех пор, пока они не признаны правопорядком. Аналогичные споры отражены и в работах российских дореволюционных цивилистов.
Для понимания сделок необходимо учитывать ещё один важный момент: сделки носят интеллектуальный характер. Мы можем договориться, что сделка есть, можем договориться, что сделки нет. Именно это отличает её от, например, фактических действий. Кроме того, необходимо отличать сделки от сделкоподобных действий. В отношении фактических действий нормы о сделках, в частности, о последствиях недействительности, в отношении сделкоподобных действий такие правила применяются лишь частично.

## Определение
Согласно БСЭ сделка — это действие, направленное на установление, изменение или прекращение гражданских прав или обязанностей.
В БРЭ сделка — это волеизъявление, адресованное субъектом третьим лицам, вид гражданского-правового юридического акта, осознанное волевое правомерное действие одного или нескольких лиц, направленное на достижение определенного правового результата, основание для возникновения, изменения или прекращения гражданского-правовых отношений.

## Условия действительности сделки
Условия действительности сделки вытекают из её определения как правомерного юридического действия субъектов гражданского права, порождающего тот правовой результат, к которому они стремились. То есть, чтобы обладать качеством действительности, сделка не должна противоречить законодательству.
Это требование выполняется при одновременном наличии следующих условий:
- Законность содержания сделки.
- Способность сторон к совершению сделки.
- Соответствие воли и волеизъявления.
- Соблюдение формы сделки.

Невыполнение одного из перечисленных условий влечёт недействительность сделки, если иное не предусмотрено законом.

### Законность содержания сделки
Под содержанием сделки понимается совокупность всех составляющих сделки условий, порождающая определённый правовой результат. Законность содержания означает соответствие условий сделки требованиям законодательства. По своему содержанию сделки могут отличаться от установленных законом диспозитивных норм (признаются сделками по аналогии закона) либо вообще не быть ими предусмотрены (признаются сделками по аналогии права), но в любом случае они не должны противоречить основам правопорядка и нравственности и в целом — общим началам и смыслу гражданского законодательства, требованиям добросовестности, разумности и справедливости.
Сделка, противоречащая закону, считается ничтожной.

### Способность сторон к совершению сделки
Субъектами, уполномоченными на совершение сделки, являются дееспособные физические и правоспособные юридические лица. Закон признаёт собственное волеизъявление необходимым, но достаточным условием для совершения сделки ограниченно или частично дееспособными физическими лицами, однако воля таких лиц должна быть одобрена уполномоченным законом лицом (родителем, усыновителем, попечителем). Юридические лица, обладающие общей правоспособностью, могут совершать любые сделки, не запрещённые законом. Юридические лица, обладающие специальной правоспособностью, могут совершать сделки, не запрещённые законом, за исключением противоречащих установленным законом целям их деятельности. Отдельные виды сделок могут совершаться организациями только при наличии специального разрешения (лицензии).
Однако, способность лица к совершению сделки нельзя сводить лишь к вопросу его правосубъектности — она шире и заключается также в легитимности действий участника сделки, то есть предполагает наличие у него права распоряжения имуществом, являющимся предметом сделки.
Если сделку совершает от имени государства государственный орган, то его способность к участию в сделке означает наличие необходимой для этого компетенции, установленной актами, определяющими статус этого органа.

### Воля и волеизъявление участника сделки
Действительность сделки предполагает совпадение воли и волеизъявления участника. Несоответствие между действительными желаниями, намерениями лица и их выражением вовне может служить основанием признания сделки недействительной. При этом следует учитывать, что до обнаружения судом указанного несовпадения действует презумпция совпадения воли и волеизъявления.
Воля должна быть сформирована свободно. Лицо должно иметь чёткое представление о существе сделки или её отдельных элементах и отражать действительные желания и устремления. Таким образом, необходимым является отсутствие факторов, искажающих это представление (заблуждение, обман), либо создающих видимость внутренней воли при её отсутствии (угроза, насилие), в противном случае будет иметь место так называемая упречная (дефектная) воля, или сделка с пороком воли.
Волеизъявление должно быть выражено чётко и однозначно и соответствовать воле, то есть сделка должна быть совершена не для вида (притворная и мнимая сделки), а с намерением породить определённые юридические последствия.
В странах общего права (в силу доктрины «синего карандаша») суды наделены правомочием изменять условия договора, исключая из него невыполнимые и недействительные положения и определяя, какие условия стороны в действительности имели в виду.

### Соблюдение формы сделки
Сделка должна совершаться в предусмотренной законом и соглашением сторон форме. Несоблюдение простой письменной формы влечёт недействительность сделки только в случаях, специально указанных в законе. Несоблюдение же требуемой законом нотариальной формы, а в ряде случаев — требований закона о государственной регистрации сделки влечёт её недействительность.

## Виды сделок
В научной литературе различают следующие основания классификации и соответствующие виды сделок:
- В зависимости от числа сторон: односторонние и многосторонние сделки.
- В зависимости от наличия встречного представления: возмездные и безвозмездные сделки.
- В зависимости от момента вступления в юридическую силу: консенсуальные и реальные сделки.
- По значению основания сделки для её действительности: каузальные и абстрактные сделки.
- В зависимости от того, предусматривает ли сделка срок исполнения: с указанием срока и бессрочные сделки.
- По признаку зависимости правовых последствий от определённых обстоятельств: условные и безусловные сделки.
- По характеру взаимоотношений участников: фидуциарные и алеаторные сделки.
- По форме: вербальные (устные) и литеральные (письменные) сделки.
- субординарные сделки (Кадиев Т. А.)

### Односторонние и многосторонние сделки
1. Сделки могут быть двух- или многосторонними (договоры) и односторонними.
2. Односторонней считается сделка, для совершения которой в соответствии с законом, иными правовыми актами или соглашением сторон необходимо и достаточно выражения воли одной стороны.
3. Для заключения договора необходимо выражение согласованной воли двух сторон (двусторонняя сделка) либо трех или более сторон (многосторонняя сделка).
Односторонняя сделка — сделка, для совершения которой необходимо и достаточно выражения воли одной стороны. Такая сделка порождает права и обязанности, как правило, только для совершившего её лица; права и обязанности у третьих лиц возникают лишь в случаях, прямо предусмотренных законодательством или соглашением с этими лицами.
Среди односторонних сделок различают:
а) Правопорождающие сделки (завещание, доверенность);
б) Правоизменяющие сделки (принятие долга, исполнение обязательства)
в) Правопрекращающие сделки (зачёт требования, отказ от права)
Также, односторонние сделки делятся на требующие восприятия и не требующие восприятия волеизъявления. Сделка, требующая восприятия, вступает в силу только после того, когда о ней становится известно другой стороне. Большинство односторонних сделок требуют восприятия волеизъявления.
По общему правилу в односторонней сделке воля может быть изъявлена сразу несколькими лицами (множественность лиц), если закон не предусматривает иное (например, доверенность может быть выдана от имени нескольких лиц, но завещание может быть составлено только одним лицом). В подобных случаях несколько лиц рассматриваются как одна сторона.
Многосторонняя сделка — сделка, для совершения которой необходимо выражение согласованной воли двух и более сторон, то есть договор.
Волеизъявление сторон в многосторонней сделке должно быть направлено на единый правовой результат, то есть быть встречным и совпадающим. Встречный характер волеизъявлений обусловлен взаимно удовлетворяемыми интересами сторон (например, сделка аренды имущества может иметь место, если одна сторона хочет пользоваться вещью, а другая — сдать её внаём). Совпадающий характер волеизъявлений означает их взаимную согласованность, свидетельствует о достижении соглашения между сторонами (например, такая сделка, как договор поставки, может считаться состоявшейся только в том случае, если стороны согласуют наименование и количество товара, подлежащего поставке). Таким образом, по своему объёму понятия «сделки» и «договоры» не совпадают.
Договоры, как и сделки, подразделяются на односторонние и многосторонние, однако это деление следует отличать от одноимённого деления сделок. Договоры классифицируются в зависимости от того, какое количество лиц становится обязанным и приобретает права по заключённому договору (например, договор дарения с точки зрения выделения отдельных видов сделок является двухсторонней сделкой, поскольку для её совершения необходимо выражение воли как дарителя, так и одаряемого. Однако с точки зрения классификации договоров это односторонний договор, поскольку права и обязанности по нему возникают только у одаряемого. Даритель же никаких прав и обязанностей по совершенному договору не несёт).

### Возмездные и безвозмездные сделки
Возмездная сделка — сделка, предполагающая наличие встречного представления, которое может выражаться в передаче денежных средств или иного имущества, выполнении работы, оказании услуги.
Безвозмездная сделка — сделка, исполнение которой не требует встречного представления.
Возмездность или безвозмездность сделки предопределяется её природой или соглашением сторон. По общему правилу, любой договор предполагается возмездным, если иное не вытекает из закона, существа и содержания договора. Это означает, что даже если договором оплата не предусмотрена, то при отсутствии указаний закона на безвозмездность договора лицо вправе требовать плату за исполнение своих обязанностей. Односторонние сделки всегда являются безвозмездными.
Размер платы (цена) определяется соглашением сторон. Если цена не установлена договором, то оплата должна быть произведена по цене, обычно взимаемой за аналогичные товары, работы, услуги при сравнимых обстоятельствах.
Безвозмездные сделки могут совершаться без ограничения в отношениях между физическими лицами. В отношениях с участием юридических лиц безвозмездные сделки возможны, только если это не противоречит требованиям закона.

### Консенсуальные и реальные сделки
Консенсуальная сделка (от лат. consensus «соглашение») — сделка, права и обязанности по которой возникают с момента достижения сторонами соглашения, выраженного в требуемой форме, а правовое действие совершается во исполнение уже заключённой сделки (например, передача помещения при исполнении договора аренды).
Реальная сделка (от лат. res «вещь») — сделка, при которой для возникновения прав и обязанностей, помимо соглашения сторон, необходим ещё один юридический факт — передача одним субъектом другому денег или иных вещей либо совершение определённого действия (например, передача имущества при заключении договора ренты).

### Каузальные и абстрактные сделки
Каузальная сделка (от лат. causa «основание») — сделка, исполнение которой настолько связано с её основанием, что действительность такой сделки ставится в зависимость от его наличия. То есть исполнение сделки должно соответствовать той правовой цели, ради которой она совершается. Например, при заключении договора купли-продажи возможность продавца реализовать требование по оплате находится в жёсткой зависимости от выполнения им своего обязательства по передаче имущества.
Если доказано, что в сделке отсутствует основание, то она должна быть признана недействительной. Например, заёмщик вправе оспаривать договор займа по его безденежности, доказывая, что деньги или вещи в действительности не получены им от займодавца или получены в меньшем количестве, чем указано в договоре. Доказывая неполучение денег, заёмщик оспаривает самое основание сделки, утверждает, что оно изначально отсутствовало полностью или в соответствующей части, поэтому сделка не была совершена вообще или в какой-то её части.
Большинство сделок носит каузальный характер.
Абстрактная сделка (от лат. abstrahere «отрывать, отделять») — сделка, действительность которой не зависит от её основания. К таковым относятся, например, вексель, завещание, доверенность (классические учебные примеры) — обязательства, отказ от исполнения которых со ссылкой на отсутствие их основания либо недействительность не допускается. Так, при расчётах векселем нельзя отказаться оплатить товар на основании того, что он не был поставлен. По действующему законодательству все сделки по выдаче и передаче ценных бумаг отнесены к разряду абстрактных сделок. Такие сделки не могут быть оспорены по основанию. Действительность абстрактных сделок, недопустимость оспаривания их основания возможны лишь при обязательном отражении их абстрактного характера и установлении соответствующего запрета в законе.

### Срочные и бессрочные сделки
Срочная сделка предполагает, что в ней определён один из двух или оба следующих момента:
1. Начало исполнения сделки.
2. Прекращение исполнения сделки.

Срок, который стороны определили как момент возникновения прав и обязанностей по сделке, называется отлагательным. Например, стороны в сделке договорились, что права и обязанности по сделке купли-продажи возникают с момента поступления денег на расчётный счёт продавца и передачи продавцом товара покупателю в течение трёх дней с момента его оплаты.
Если сделка вступает в силу немедленно, а стороны обусловили срок, когда сделка должна прекратиться, такой срок называется отменительным. Например, стороны в сделке договорились, что аренда имущества должна быть прекращена до 1 июля.
Возможно упоминание в договоре и отлагательного и отменительного сроков. Например, в договоре аренды здания школы на летний период, заключённый в феврале, аренда начинает действовать с 1 июня и прекратится 31 августа. В этом договоре 1 июня — отлагательный срок, а 31 августа — отменительный.
Не следует путать срочные сделки и сделки, совершённые под условием. Особенность срочных сделок заключается в том, что наступление срока неизбежно и обязательно должно произойти, в то время как наступление обстоятельства, от которого зависит совершение условной сделки, носит вероятностный характер.
Бессрочная сделка — сделка, которая не предусматривает срок исполнения и не содержит условий, позволяющих определить этот срок. Такая сделка должна быть исполнена в разумный срок после её заключения. Разумность определяется из существа конкретной сделки.
В случае неисполнения в разумный срок, а также когда срок исполнения определён моментом востребования, должник обязан исполнить сделку в семидневный срок со дня предъявления кредитором требования о её исполнении, если только обязанность исполнения в другой срок не вытекает из закона, обычаев делового оборота, существа обязательства или условий договора.

### Условные и безусловные сделки
Условная сделка — сделка, при совершении которой наступление правовых последствий ставится в зависимость от обстоятельств, относительно которых неизвестно, наступят они в будущем или нет.
Условная сделка характеризуется следующими признаками:
1. Условие относится к будущему, то есть указанное в сделке обстоятельство не имеет место в момент её совершения.
2. Условие должно быть возможным, то есть реально осуществимым как юридически, так и по объективным естественным законам. По этой причине обстоятельство, избранное участниками сделки в качестве условия, не должно противоречить закону, основам правопорядка и нравственности. Например, сделка, в которую в качестве условия включается, например, требование причинения вреда, является недействительной.
3. Условие не должно наступить неизбежно, то есть должна существовать неопределённость относительно того, наступит оно или нет. Например, не может быть использовано в качестве условия истечение срока, наступление определённой даты, достижение определённого возраста.
4. Условие является дополнительным элементом сделки, то есть сделка данного вида может быть совершена и без такого условия.

В качестве условия могут выступать:
- События (например, получение высокого урожая пшеницы, достижение оборудованием согласованных показателей).
- Действия физических и юридических лиц (например, переезд на новое место жительства, изменение места службы). При этом в качестве условия могут рассматриваться как действия самих участников сделки, так и действия третьих лиц.

Если одна из сторон недобросовестно препятствует или содействует наступлению условия, то условие признаётся наступившим или ненаступившим соответственно. Возможность влияния на наступление или предотвращение события не повлечёт описанных выше последствий, если влияние осуществлялось правомерными добросовестными действиями. Например, гражданин заключил договор купли-продажи жилого дома, по которому он становился собственником дома при условии, что в течение трёх месяцев продавец сумеет найти работу в другом городе. Используя свои возможности, он оказал помощь продавцу в поисках работы. В этом случае недобросовестности в действиях покупателя нет, а его заинтересованность на наступление события не влияет, поэтому событие должно считаться наступившим без каких-либо ограничений.
Условие сделки может быть отлагательным или отменительным.
Сделка, совершённая под отлагательным (суспензивным) условием предполагает, что стороны поставили возникновение прав и обязанностей в зависимость от обстоятельства, о котором неизвестно, наступит оно или нет. Например, сделка, по которой продавец обязуется поставить покупателю дополнительную партию зерна при получении высокого урожая пшеницы. Такая сделка будет совершена под отлагательным условием, так как оговорённое условие (получение высокого урожая) отлагает вступление сделки в силу.
Сделку, совершённую под отлагательным условием, необходимо отличать от предварительного договора. При наступлении отлагательного условия сделка, в содержание которой оно включено, без каких-либо дополнительных юридических фактов порождает те права и обязанности, возникновение которых ставилось в зависимость от наступления условия. При заключении предварительного договора права и обязанности возникают у сторон только после заключения основного договора.
Сделка, совершённая под отменительным (резолютивным) условием предполагает, что стороны поставили прекращение прав и обязанностей в зависимость от условия, в отношении которого неизвестно наступит оно или нет. Например, сделка, по которой при получении низкого урожая пшеницы (наступление отменительного условия) зерно поставляться вообще не будет.
Безусловная сделка — сделка, при совершении которой наступление правовых последствий не поставлено в зависимость от каких-либо обстоятельств.

### Фидуциарные сделки
Фидуциарная сделка (от лат. fiducia «доверие») — сделка, основанная на особых, лично-доверительных отношениях сторон. Утрата такого характера взаимоотношений даёт возможность любой из сторон в одностороннем порядке отказаться от исполнения сделки. К таковым относятся, например, договоры пожизненного содержания с иждивением, поручения, доверительного управления имуществом.
Алеаторная сделка (вероятно, из англ. aleatoric «случайный» < лат. aleatorius «игорный» < aleator «игрок» < alea «игральная кость») — рискованная сделка; сделка «на счастье» (пари, лотерея, некоторые биржевые сделки). Исполнение алеаторного договора зависит от обстоятельств, не известных сторонам при заключении такого договора.

## Форма сделки
Форма сделки — внешнее выражение волеизъявления её участников. Сделка может быть совершена в устной или письменной форме, а также путём конклюдентных действий или молчанием. Письменная форма, в свою очередь, может быть простой или квалифицированной (нотариальной). Зачастую сделка предваряется рамочным соглашением. Для осуществления валютного контроля сделки может быть оформлен паспорт сделки.

### Устная форма
Устная форма сделки представляет собой словесное выражение воли, при котором участник формулирует на словах своё намерение вступить в сделку, а также условия её совершения. Согласно ст. 159 ГК России во всех случаях, когда законом или договором не установлено иное, сделки могут совершаться в устной форме.
Исполнение сделки, совершённой в устной форме, может сопровождаться выдачей документов, подтверждающих её исполнение (например, товарного чека). Это не меняет сути устной формы.

### Конклюдентные действия
Сделка, которая может быть совершена устно, может совершаться также путём осуществления лицом конклюдентных действий. Конклюдентные действия (лат. concludere — заключать, делать вывод) — поведение, из которого явствует намерение лица вступить в сделку (например, опуская в автомат деньги, лицо изъявляет волю на покупку товара, содержащегося в автомате).
В случаях, прямо предусмотренных законом или договором, в качестве конклюдентного действия может выступать молчание, которое в строгом смысле является бездействием (например, правило автоматической пролонгации в договоре аренды: если при отсутствии возражений со стороны арендодателя арендатор продолжает пользоваться имуществом после истечения срока договора, договор считается возобновлённым на тех же условиях на неопределённый срок; таким образом воля арендодателя на продолжение арендных отношений выражается молчанием).

### Простая письменная форма
Простая письменная форма сделки предполагает составление специального документа либо совокупности документов, которые отражают содержание сделки и волю сторон сделки на её заключение. Волю на заключение сделки подтверждают подписи сторон или их представителей. Иногда к простой письменной форме сделки могут устанавливаться дополнительные требования: исполнение на специальном бланке, скрепление печатью и т. п. В простой письменной форме совершают сделки:
а) если хотя бы одним из её участников является юридическое лицо;
б) сделки граждан между собой на сумму, превышающую 10 тыс. руб., а в случаях, предусмотренных законом, - независимо от суммы сделки. ( Гражданский кодекс России ст. 161 ч.1 п.2);
в) если это установлено законом или соглашением сторон.
Общим последствием несоблюдения простой письменной формы сделки является лишение сторон в случае спора права ссылаться в подтверждение сделки и её условий на свидетельские показания. В этих случаях стороны сохраняют право приводить письменные (письма, расписки, квитанции и т. п.) и другие доказательства.
Несоблюдение простой письменной формы сделки влечёт её недействительность, если это прямо указано в законе или в соглашении сторон

### Квалифицированная форма
Квалифицированная, или нотариальная форма сделки представляет собой частный случай письменной сделки и заключается в том, что на документе, соответствующем простой письменной форме, нотариус или должностное лицо, имеющее право совершать нотариальные действия, проставляет удостоверительную надпись. В соответствии со ст. 163 Гражданского кодекса России и ст. 53 Основ законодательства России о нотариате, сделки подлежат нотариальному удостоверению в следующих случаях:
1. Если законом для них установлена обязательная нотариальная форма.
2. Если обязательная нотариальная форма установлена соглашением сторон, даже если закон такого требования не предусматривает.

Несоблюдение нотариальной формы влечёт недействительность сделки.
Сделки, требующие нотариального удостоверения:
- Завещание[18];
- Доверенность:

а) на совершение сделок, требующих нотариальной формы;
б) выдаваемая в порядке передоверия;
в) на получение повторного свидетельства о государственной регистрации акта гражданского состояния;
- Договор ренты, в том числе договор пожизненного содержания с иждивением[22];
- Договор о залоге движимого имущества или прав на имущество в обеспечение обязательств по договору, который должен быть нотариально удостоверен, договор об ипотеке[23];
- Уступка требования, основанная на сделке, совершённой в нотариальной форме[24];
- Брачный договор[25];
- Соглашение об уплате алиментов[26];
- Согласие супруга на совершение сделки, требующей нотариального удостоверения или государственной регистрации;
- Сделка, направленная на отчуждение доли или части доли в уставном капитале общества с ограниченной ответственностью, за исключением следующих случаев:

а) переход доли к обществу;
б) распределение доли между участниками общества;
в) продажа доли всем или некоторым участникам общества;
г) использование преимущественного права покупки;
- Требование акционера о выкупе обществом принадлежащих ему акций, а также отзыв такого требования[28];
- Согласие залогодателя на внесудебный порядок обращения взыскания на заложенное движимое имущество[29].

## Государственная регистрация сделки
Государственная регистрация сделки является средством обеспечения публичной достоверности сведений о существовании или отсутствии сделки, гражданско-правовые последствия которой наступают только после осуществления государственной регистрации. То есть если закон связывает действительность сделки с необходимостью её государственной регистрации, то сама по себе сделка, даже будучи совершённой в надлежащей форме, никаких гражданско-правовых последствий не порождает.
Сделки подлежат государственной регистрации:
а) если объектом сделки выступает недвижимое имущество;
б) если объектом сделки выступают отдельные виды движимого имущества (например, музейные предметы и музейные коллекции);
в) в иных случаях, установленных законом (например, лицензионный договор).
Государственную регистрацию сделки необходимо отличать от государственной регистрации права, возникающего в связи с совершением сделки. Например, для договора продажи недвижимости установлена простая письменная форма в виде единого документа, подписанного сторонами, тогда как переход права собственности на недвижимость по договору продажи недвижимости подлежит государственной регистрации. Права на имущество, подлежащие государственной регистрации, возникают с момента их регистрации. Факт государственной регистрации сделки или права подтверждается либо путём выдачи документа о зарегистрированном праве или сделке, либо совершением надписи на документе, представленном на регистрацию.
Акты государственной регистрации сделок и прав, являющихся необходимым элементом юридического состава, с наступлением которого связывается возникновение, изменение и прекращение гражданских прав и обязанностей, необходимо также отличать от актов государственного регистрационно-технического учёта отдельных видов имущества. Например, постановка покупателем на учёт автотранспортного средства. Отсутствие акта постановки на учёт не может опорочить право собственности покупателя на автотранспортное средство и не может повлечь недействительности сделки по его купли-продаже.
Последствием несоблюдения требования о государственной регистрации является ничтожность сделки. Совершение сделки, требующей государственной регистрации, порождает у сторон право требовать друг от друга исполнения обязанности по её государственной регистрации. Отказ в государственной регистрации либо уклонение как соответствующего органа, так и участников сделки от её регистрации могут быть обжалованы в суд. В этом случае сделка регистрируется в соответствии с решением суда. Участник, уклоняющийся от государственной регистрации сделки, должен возместить контрагенту убытки, вызванные задержкой в регистрации. Стороны не вправе требовать государственной регистрации сделки, если это не предусмотрено законом.